# Borneofluiter
De borneofluiter (Pachycephala hypoxantha) is een zangvogel uit de familie Pachycephalidae (dikkoppen en fluiters).

## Verspreiding en leefgebied
Deze soort is endemisch in de bergen van Borneo en telt twee ondersoorten:
- P. h. hypoxantha: noordelijk Borneo.
- P. h. sarawacensis: westelijk Sarawak (westelijk Borneo).

## Status
De grootte van de populatie is niet gekwantificeerd maar de soort wordt omschreven als algemeen, met name op grotere hoogtes. Op de Rode lijst van de IUCN heeft deze soort de status niet bedreigd.